# Piotr Walczak
Piotr Walczak (ur. 10 lipca 1955) – polski brydżysta, Arcymistrz Międzynarodowy (PZBS), World Master (WBF), nagrodzony srebrną odznaką PZBS (2006) sędzia klubowy, instruktor sportu, w latach 2008–2016 członek Zarządu Głównego PZBS, zawodnik drużyny Consus II Kalisz.
Piotr Walczak pełnił funkcję:
- trenera: w roku 2005 zespołu mikstowego Gołębiowski na 2 Otwartych Mistrzostwach Europy w Teneryfa,
- niegrającego kapitana:
  - w roku 2007 reprezentacji Open Polski na 6 Pucharze Europy we Wrocławiu,
  - w roku 2008 reprezentacji Open Polski na 49 Drużynowe Mistrzostwa Europy w Pau,
  - w roku 2008 reprezentacji Open Polski w brydżu sportowym na 1 Olimpiadzie Sportów Umysłowych w Pekinie,
  - w roku 2010 reprezentacji Open Polski na 49 Drużynowe Mistrzostwa Europy w Ostendzie,
  - w roku 2011 reprezentacji Open Polski na 40 Drużynowych Mistrzostwach Świata w Veldhoven,
  - w roku 2012 reprezentacji Open Polski na 51. Drużynowe Mistrzostwa Europy w Dublinie.
  - w roku 2012 reprezentacji Open Polski na 2. Olimpiadę Sportów Umysłowych w Lille.

## Wyniki brydżowe

### Rozgrywki krajowe
W rozgrywkach krajowych zdobywał następujące lokaty:
| Drużynowe mistrzostwa Polski | Drużynowe mistrzostwa Polski | Drużynowe mistrzostwa Polski |
| Sezon                        | Drużyna                      | Pozycja                      |
| ---------------------------- | ---------------------------- | ---------------------------- |
| 2006/07                      | Eko-Al Poznań                | 2                            |
| 1991/92                      | Widzew Łódź                  | 3                            |

| Mistrzostwa Polski teamów | Mistrzostwa Polski teamów | Mistrzostwa Polski teamów | Mistrzostwa Polski teamów |
| Rok                       | Typ                       | Kategoria                 | Pozycja                   |
| ------------------------- | ------------------------- | ------------------------- | ------------------------- |
| 2010                      | IMP                       | Open                      | 3                         |
| 2002                      | Patton                    | Open                      | 3                         |

| Mistrzostwa Polski par | Mistrzostwa Polski par | Mistrzostwa Polski par | Mistrzostwa Polski par |
| Rok                    | Kategoria              | Partner                | Pozycja                |
| ---------------------- | ---------------------- | ---------------------- | ---------------------- |
| 2000                   | Miksty                 | Jolanta Krogulska      | 1                      |

### Zawody światowe
W światowych zawodach zdobył następujące lokaty:
| Mistrzostwa Świata. Konkurencja teamów | Mistrzostwa Świata. Konkurencja teamów | Mistrzostwa Świata. Konkurencja teamów | Mistrzostwa Świata. Konkurencja teamów | Mistrzostwa Świata. Konkurencja teamów | Mistrzostwa Świata. Konkurencja teamów |
| Rok                                    | Miejsce                                | Zawody                                 | Kategoria                              | Drużyna                                | Pozycja                                |
| -------------------------------------- | -------------------------------------- | -------------------------------------- | -------------------------------------- | -------------------------------------- | -------------------------------------- |
| 2011                                   | Veldhoven                              | 40. Mistrzostwa Świata Teamów          | Trans                                  | Consus Oil                             | [ 7 ]                                  |
| 2010                                   | Filadelfia                             | 13. Seria Mistrzostw Świata            | Open                                   | Consus Red Poland                      | 9                                      |
| 2006                                   | Werona                                 | 12. Mistrzostwa Świata                 | Open                                   | Sakura Kraków                          | 83                                     |
| 2005                                   | Estoril                                | 37 Mistrzostwa Świata Teamów           | Trans                                  | Sakura Kraków                          | 32                                     |
| 2001                                   | Paryż                                  | 35. Mistrzostwa Świata Teamów          | Trans                                  | Lewaciak                               | 34                                     |

| Mistrzostwa Świata. Konkurencja par | Mistrzostwa Świata. Konkurencja par | Mistrzostwa Świata. Konkurencja par | Mistrzostwa Świata. Konkurencja par | Mistrzostwa Świata. Konkurencja par | Mistrzostwa Świata. Konkurencja par |
| Rok                                 | Miejsce                             | Zawody                              | Kategoria                           | Partner                             | Pozycja                             |
| ----------------------------------- | ----------------------------------- | ----------------------------------- | ----------------------------------- | ----------------------------------- | ----------------------------------- |
| 2010                                | Filadelfia                          | 13. Mistrzostwa Świata              | Open                                | Jan Zadroga                         | 67                                  |
| 2006                                | Werona                              | 12. Mistrzostwa Świata              | Miksty                              | Andrzej Jaszczak                    | 137                                 |

### Zawody europejskie
W rozgrywkach europejskich zanotował następujące miejsca:
| Zawody Europejskie. Konkurencja Teamów | Zawody Europejskie. Konkurencja Teamów | Zawody Europejskie. Konkurencja Teamów | Zawody Europejskie. Konkurencja Teamów | Zawody Europejskie. Konkurencja Teamów | Zawody Europejskie. Konkurencja Teamów |
| Rok                                    | Miejscowość                            | Zawody                                 | Kategoria                              | Team                                   | Pozycja                                |
| -------------------------------------- | -------------------------------------- | -------------------------------------- | -------------------------------------- | -------------------------------------- | -------------------------------------- |
| 2009                                   | San Remo                               | 4. Otwarte Mistrzostwa Europy          | Open                                   | Pomerania                              | 85                                     |
| 2002                                   | Ostenda                                | 7. Mistrzostwa Europy Mikstów          | Miksty                                 | Chodorowska                            | 61                                     |
| 2000                                   | Bellaria                               | 6. Mistrzostwa Europy Mikstów          | Miksty                                 | Walczak                                | 38                                     |

| Zawody europejskie. Konkurencja par | Zawody europejskie. Konkurencja par | Zawody europejskie. Konkurencja par | Zawody europejskie. Konkurencja par | Zawody europejskie. Konkurencja par | Zawody europejskie. Konkurencja par |
| Rok                                 | Miejsce                             | Zawody                              | Kategoria                           | Partner                             | Pozycja                             |
| ----------------------------------- | ----------------------------------- | ----------------------------------- | ----------------------------------- | ----------------------------------- | ----------------------------------- |
| 2005                                | Teneryfa                            | 2. Otwarte Mistrzostwa Europy       | Open                                | Wojciech Rozwadowski                | 75                                  |
| 2002                                | Ostenda                             | 7. Mistrzostwa Europy Mikstów       | Mikst                               | Jolanta Krogulska                   | 402                                 |
| 2000                                | Bellaria                            | 6. Mistrzostwa Europy Mikstów       | Mikst                               | Jolanta Krogulska                   | 82                                  |
| 1999                                | Warszawa                            | 10. Mistrzostwa Europy Par          | Open                                | Tadeusz Kaczanowski                 | 23                                  |
| 1997                                | Haga                                | 9. Mistrzostwa Europy Par           | Open                                | Tadeusz Kaczanowski                 | 90                                  |
| 1993                                | Bielefeld                           | 7. Mistrzostwa Europy Par           | Open                                | Marian Kupnicki                     | 83                                  |

## Klasyfikacje brydżowe
- Piotr Walczak – klasyfikacja PZBS
- Piotr Walczak – klasyfikacja EBL (ang.)
- Piotr Walczak – klasyfikacja WBF (ang.)